# Classe B2 (rischio teratogenico ADEC)
La classe B2 di rischio teratogeno secondo la classificazione operata dall'Australian Drug Evaluation Committee (ADEC) include quei farmaci assunti da un numero moderato di donne durante la gravidanza o in età fertile. Non sono stati rilevati aumenti provati di malformazioni o effetti tossici diretti e indiretti sul feto. Non sono presenti studi animali adeguati, ma i dati disponibili non mostrano alcuna prova di maggiore occorrenza di danni fetali.

## A
- Acamprosato
- Acetilcisteina (per inalazione e per via endovenosa)
- Acido nicotinico
- Adenosina
- Agalsidasi alfa
- Agalsidasi beta
- Alcuronio
- Alemtuzumab
- Alfuzosina
- Allopurinolo
- Ambenonio cloruro
- Ancestim
- Atazanavir
- Atovaquone
- Atropina metonitrato
- Aurotioglucosio
- Aurotiomalato di sodio
- Azatadina

## B
- Becaplermin
- Belladonna
- Benzidamina (topico orofaringeo)
- Benzile benzoato
- Benzotropina
- Betaistina
- Betanecolo[2]
- Bioalletrina
- Biperidene
- Bismuto subcitrato
- Bromocriptina (iniezione)
- Bupropione

## C
- Calcitonina
- Cefodizime
- Cefpirome
- Cetirizina
- Colchicina
- Colestipolo
- Colestiramina
- Colistina (via endovenosa)
- Crotamitone

## D
- Dantrolene
- Dapsone
- Desmopressina
- Dicloxacillina
- Didanosina
- Dietilcarbamazina
- Dietilpropione
- Difenilpiralina
- Digossina immune fab
- Disopiramide
- Disulfiram
- Dobutamina
- Domperidone

## E
- Ecotiopato
- Enfuvirtide
- Etanercept

## F
- Fattore IX
- Fenfluramina
- Fenilefrina
- Fenilpropanolamina
- Fenolftaleina
- Fenossibenzamina[3]
- Fexofenadina
- Flurbiprofen
- Follitropina beta
- Fomivirsen
- Frazione bypassante dell'inibitore del fattore VIII

## G
- Galattosio e acido palmitico
- Gliceril trinitrato
- Glicopirrolato
- Gonadotropina menopausale umana (HMG)

## I
- Imiglucerasi
- Insulina lispro
- Iosciamina
- Ioscina (conosciuta anche come scopolamina)
- Isoconazolo
- Isosorbide mononitrato

## K
- Kogenate

## L
- Laronidasi
- Lipressina

## M
- Malatione (conosciuto in Australia come Maldisone)
- Mebeverina
- Memantina
- Meropenem
- Metdilazina
- Metil aminolevulinato
- Metilfenidato
- Metirapone
- Metocarbamolo
- Metoexitone[4]
- Metoxsalene
- Metronidazolo
- Mianserina
- Mivacurium
- Moroctocog alfa (fattore VIII della coagulazione ricombinante)

## N
- Nelfinavir
- Neostigmina

## O
- Octocog alfa (fattore VIII della coagulazione ricombinante)
- Orfenadrina

## P
- Pancuronio
- Peresilene
- Permetrina
- Pirantel embonato
- Pirazinamide
- Piretrina
- Prazosin
- Probenecid
- Procaina idrocloruro
- Procainamide
- Proguanil[5]
- Propantelina
- Protamina solfato
- Proteina C (umana)
- Pseudoefedrina

## R
- Rasburicase
- Rivastigmina
- Rocuronio

## S
- Salcatonina
- Scopolamina idrobromuro
- Scopolamina-N-butilbromuro
- Selegilina
- Sevoflurano[4]
- Somatropina
- Sulesomab
- Sulfinpirazone

## T
- Tamsulosina
- Terazosin
- Terfenadina
- Tetrabenazina
- Ticarcillina sodica con potassio clavunalato
- Tiludronato disodico
- Tireotropina
- Tireotropina alfa
- Tirilazad
- Tranilcipromina
- Trastuzumab

## U
- Urea marcata con carbonio-13 (13C)
- Urofollitropina

## V
- Vaccini: antitifico, Herpes zoster, BCG[6], anticolera, antiepatite A, antiepatite B, febbre gialla[6], antinfluenzale, Haemophilus influenzae di tipo B, meningococco, morbillo[6] (e combinazioni con parotite, rosolia e varicella), Papillomavirus, parotite[6], pertosse, pneumococco, antipoliomielitico (iniezione), antirabbico[7], rosolia[6][8], Rotavirus umano, varicella.
- Vancomicina
- Vasopressina
- Venlafaxina